# جوزي، النمر والسمكة (فلم 2020)
جوزي، النمر والسمكة Josee, the Tiger and the Fish (ジョゼと虎と魚たち Joze to Tora to Sakanatachi) هو فيلم رسوم متحركة ياباني درامي كوميدي رومانسي صدر عام 2020، مقتبس من قصة قصيرة تحمل نفس الاسم للكاتبة «سيكو تانابي».
تم إنتاج الفلم بواسطة ستوديو بونز . 
افتتح الفيلم في المركز التاسع في شباك التذاكر الياباني في الأسبوع الأول من إطلاقه، وحصل على مراجعات إيجابية للغاية من النقاد. 